# Signe de Rovsing
Le signe de Rovsing est une douleur constatée dans la fosse iliaque droite au cours de la palpation de la fosse iliaque gauche et nommé ainsi en l'honneur du chirurgien danois Niels Thorkild Rovsing (1862–1927).